# Lathrostizus alpinus
Lathrostizus alpinus är en stekelart som beskrevs av Horstmann 1971. Lathrostizus alpinus ingår i släktet Lathrostizus och familjen brokparasitsteklar. Inga underarter finns listade i Catalogue of Life.